# Sterculia apetala
Sterculia apetala là một loài thực vật có hoa trong họ Cẩm quỳ. Loài này được (Jacq.) H.Karst. miêu tả khoa học đầu tiên năm 1862.